# Pragya Nagra
Pragya Nagra (Hindi प्रज्ञा नागरा; * 14. Dezember 1998 in Ambala) ist eine indische Schauspielerin und Model.

## Leben und Karriere
Nagra stammt aus einer Punjabi-Familie. Sie absolvierte ihre Schul- und Hochschulausbildung in Delhi, wo sie Ingenieurwissenschaften studierte. Zudem war sie Mitglied des National Cadet Corps (NCC) und strebte ursprünglich eine Karriere beim Militär an, entschied sich jedoch später für die Filmindustrie und zog nach Chennai.
Ihr Debüt gab sie 2022 in dem Film 
Varalaru Mukkiyam. Anschließend war sie 2023 in N4 zu sehen. Im selben Jahr trat sie in Nadikalil Sundari Yamuna auf. 2024 wurde sie für den Film Laggam gecastet.

## Filmografie
- 2022: Varalaru Mukkiyam
- 2023: N4
- 2023: Nadhikalil Sundari Yamuna
- 2024: Laggam